# ميشائيل تيم
ميشائيل تيم (بالألمانية:Michael Timm) هو ملاكم هاوي سابق من ألمانيا الشرقية. (من مواليد 13 نوفمبر 1962 في Hagenow، فوربومرن)، عُرف لفوزه بالميدالية الذهبية في بطولة كأس الامم الأوروبية عام 1985 في بودابست، المجر في تقسيم الرجال خفيف المتوسط.

## وصلات خارجية
- Profile